# Chézeaux
Chézeaux is een landelijke gemeente in het Franse departement Haute-Marne (regio Grand Est) en telt 74 inwoners (2018). 

Van 1 augustus 1972 tot 31 december 2011 maakte zij deel uit van de fusiegemeente (commune nouvelle) Terre-Natale. Sinds 1 januari 2012 vormt zij opnieuw een zelfstandige gemeente met INSEE-code 52124.
De plaats maakt deel uit van het arrondissement Langres en van de intercommunalité ‘Communauté de communes des Savoir-Faire’.

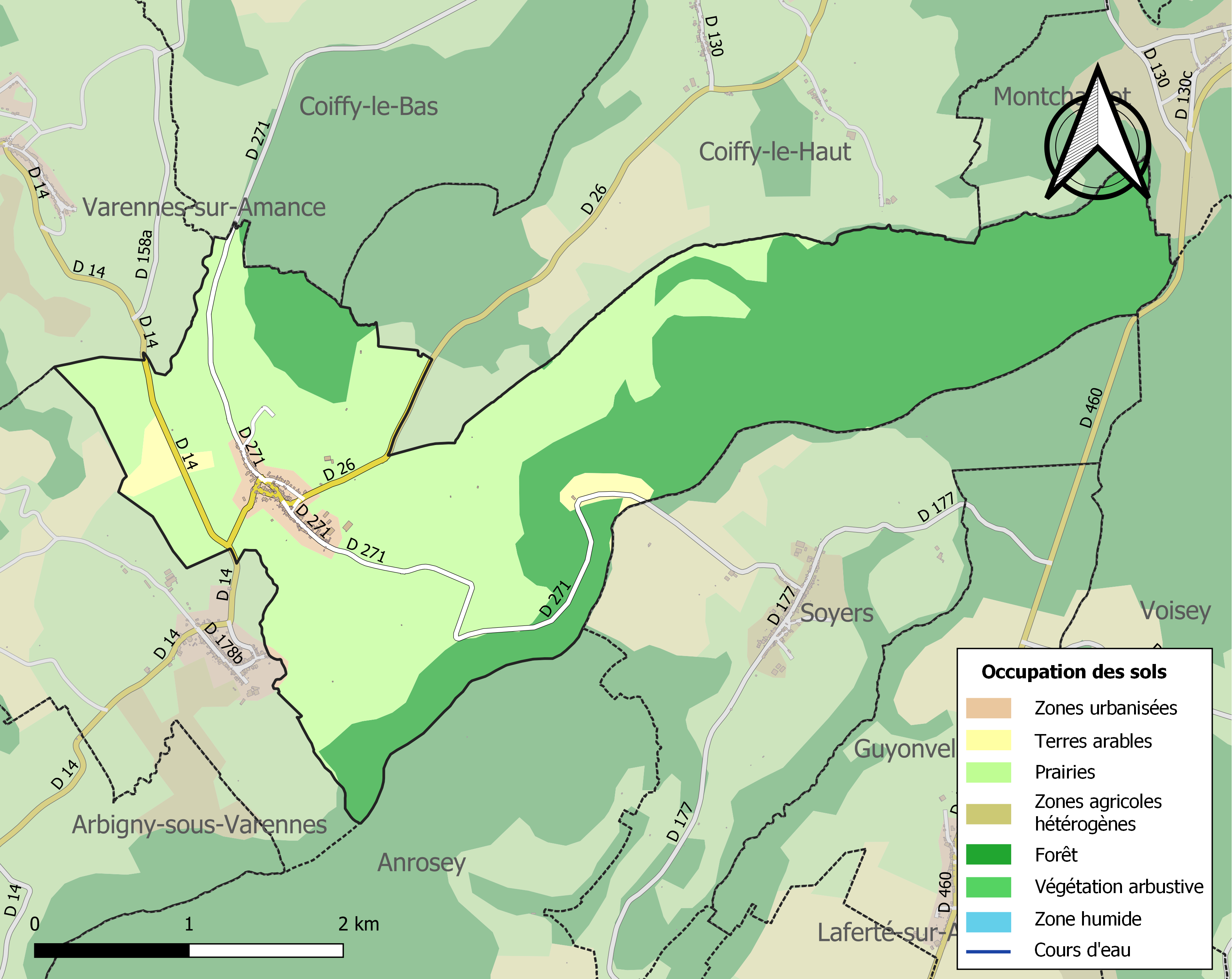
Chézeaux

1. ↑  Populations de référence 2022.